# Lac Bear (Idaho et Utah)
Pour les articles homonymes, voir Lac Bear.
Le lac Bear (en anglais : Bear Lake) est un lac américain dans le comté de Bear Lake, en Idaho, et le comté de Rich, en Utah. Il est situé à 1 806 mètres d'altitude.

## Description
C'est est un lac naturel d'eau douce sur la frontière Idaho-Utah. D'une superficie d'environ 280 km2, il est divisé à peu près également entre les deux États. Le lac a été appelé  Caraïbes des Rocheuses en raison de sa couleur bleu turquoise unique qui est due à la réfraction des dépôts de carbonate de calcium (calcaire) suspendus dans le lac. Ses propriétés aquatiques ont mené à l'évolution de plusieurs espèces uniques de faune qui se reproduisent seulement dans le lac. Le lac Bear a plus de 250 000 ans d'existence. 

## Municipalités riveraines
- Garden City
- Laketown
- Pickelville
- Saint Charles
- Fish Haven